# Luigi Mosca
Luigi Mosca (1775? Neapol – 30. listopadu 1824 tamtéž) byl italský hudební skladatel a pedagog. Byl bratrem skladatele Giuseppe Moscy.

## Život
Spolu se svým bratrem Giuseppem studovali na neapolské konzervatoři Conservatorio della Pietà dei Turchini skladbu u Fedele Fenaroliho. Působil jako cembalista v divadle Teatro San Carlo. Jako operní skladatel debutoval v Teatro Nuovo operou L'impresario burlato. Zkomponoval 18 oper a řadu skladeb duchovní hudby. Jeho opery byly určeny primárně pro neapolská divadla, ale hrály se v celé Itálii.
V roce 2003 byla jeho opera L'Italiana in Algeri uvedena na festivalu Rossini in Wildbad.

## Dílo

### Opery
- L'impresario burlato (opera buffa, libreto Francesco Antonio Signoretti, Teatro Nuovo, Neapol 1797)
- La sposa tra le imposture (opera buffa, libreto Francesco Antonio Signoretti, Teatro Nuovo, Neapol 1798)
- Un imbroglio ne porta un altro (opera buffa, libreto Giuseppe Palomba, Teatro Nuovo, Neapol 1799)
- Gli sposi in cimento (opera buffa, libreto Francesco Saverio Zini, Teatro Nuovo, Neapol 1800)
- L’omaggio sincero (hudební alegorie k poctě krále Ferdinanda I., libreto Giuseppe Pagliuca, Teatro del Palazzo Reale, Neapol 1800)
- Le stravaganze d’amore (opera buffa, libreto Francesco Saverio Zini, Teatro Nuovo, Neapol 1800)
- Gli amanti volubili (opera buffa, libreto Jacopo Ferretti, Teatro Valle, Řím 1801)
- L'amore per inganno (L'amoroso inganno; La cantatrice di spirito) (opera buffa, libreto Giuseppe Palomba, Teatro dei Fiorentini, Neapol 1801)
- Il ritorno impensato (Il ritorno inaspettato) (opera buffa, libreto Francesco Saverio Zini, Teatro dei Fiorentini, Neapol 1802)
- L’impostore ossia Il Marcotondo (opera buffa, libreto Andrea Leone Tottola, Teatro Nuovo, Neapol 1802)
- La vendetta femminina (opera buffa, Teatro dei Fiorentini, Neapol 1803; jako La lezione vendetta, Théâtre-Italien, Paříž 1806)
- Gli zingari in fiera (opera buffa, libreto Giuseppe Palomba, Janov 1806)
- I finti viaggiatori (opera buffa, libreto Nicasio De Mase, Teatro dei Fiorentini, Neapol 1807)
- L’italiana in Algeri (opera buffa, libreto Angelo Anelli, Teatro alla Scala, Milán 1808)
- La sposa a sorte (opera buffa, libreto Giuseppe Palomba, Teatro dei Fiorentini, Neapol 1810)
- Il salto di Leucade (opera seria, libreto Giovanni Schmidt, Teatro San Carlo, Neapol 1812)
- L’audacia delusa (opera buffa, libreto Giuseppe Palomba, Teatro dei Fiorentini, Neapol 1813)
- Il bello piace a tutti (výtah uložen ve Vatikánské knihovně, Řím)

### Jiné skladby
- Gioas riconosciuto (oratorium, libreto Pietro Metastasio, Palermo 1806)